# واریس مری

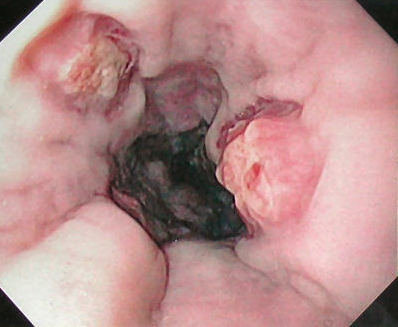
واریس مری هفت روز پس از بستن، زخم را در محل باند نشان می دهد.

واریس مری (به انگلیسی: Esophageal varices)، واریس عروق مری در قسمت انتهایی است که اغلب به دنبال سیروز پیشرفته کبدی و افزایش فشار ورید باب روی می‌دهد. با اینکار بدن می‌کوشد با انتقال خون به سیستم عروقی وناکاوا از فشار ورید باب بکاهد. خطر اصلی واریس مری، پارگی عروق متسع و خونریزی گوارشی است که چون اغلب بیماران به دلیل بیماری کبدی پیشرفته دارای مشکلات زمینه‌ای (مانند اختلال در انعقاد خون) نیز هستند بسیار خطرناک و نیازمند درمان اورژانسی است.

## درمان
درمان با اتساع بالون یا تزریق وازوپرسین وریدی یا مواد اسکلروزان انجام می‌شود. در موارد عدم پاسخ به درمان از شنت پورتوکاوای خارج کبدی جهت کاهش فشار عروق خونریزی‌کننده استفاده می‌شود.